# Mariano Escobedo
Mariano Antonio Guadalupe Escobedo de la Peña (San Pablo de los Labradores, Nuevo León, 16 de enero de 1826 - Ciudad de México, 22 de mayo de 1902) fue un destacado militar mexicano que alcanzó el rango de general y luchó durante la Intervención estadounidense en México, la revolución de Ayutla, la guerra de Reforma y la Segunda Intervención Francesa en contra del ejército imperial de Maximiliano. De ideología liberal, fue gobernador de San Luis Potosí y Nuevo León. Fue senador y ministro de Guerra durante el período presidencial de Sebastián Lerdo de Tejada.

## Juventud
Nació en la villa de San Pablo de los Labradores (hoy municipio de Galeana, Nuevo León) el 16 de enero de 1827 y bautizado ocho años después. Mariano Escobedo era el más pequeño de los seis hijos del matrimonio de Manuel Escobedo Sánchez-Zamora y María Rita de la Peña Cantú. Manuel Escobedo era descendiente directo del capitán mestizo Juan Francisco de Escobedo y su mujer otomí Juana Bautista, naturales de Texcoco.
Durante su infancia gozó de algunas comodidades que su padre le proveyó, sin embargo, esto cambió durante su adolescencia ya que Mariano no tuvo la misma oportunidad de estudiar que sus demás hermanos quienes, conforme crecían, eran enviados a la ciudad de Monterrey para continuar con su educación.
Su padre en cambio, obligó a que Mariano se quedara en el pueblo para ayudarle con sus negocios por lo que, además de haber sido arriero, comerciante y agricultor, también recibió enseñanzas de maestros que se especializaban en el catecismo. Durante su juventud, se dedicó principalmente al traslado de ganado de San Pablo a Matehuala y Saltillo, ayuda que benefició mucho a su padre.
Tomó parte en una batalla contra indígenas que estaban asolando la región; es ahí cuando Mariano comienza a demostrar su valor, astucia y experiencia en la milicia además de que era reconocido en el pueblo como un experto jinete y sabía de muchos de los estrechos de los montes y sierras de esa región, la cual conocía como la palma de su mano.

## Primera Intervención Estadounidense
Por agosto de 1846, cuando se tuvieron noticias en los pueblos cercanos de la llegada de los invasores estadounidenses a Monterrey, Mariano Escobedo fue uno de los hombres del lugar que se aprestaron a enfrentarse a los invasores estadounidenses, uniéndose al contingente y partiendo a la capital del estado de Nuevo León a defender al gobierno mexicano.
Ese mismo año se dio de alta como soldado raso, siendo esta su primera oportunidad de iniciar una carrera militar en el ejército mexicano. Participó en los combates de La Purísima, Tenerías y Cerro del Obispado, para después combatir en la batalla de la Angostura y en la acción del Cañón de Santa Rosa, sorprendiendo a los soldados estadounidenses, ya que en esta acción Mariano Escobedo logró apresar a 37 hombres.

## Matrimonio
El 14 de marzo de 1851 contrae matrimonio con María de Jesús Martínez Esparza en Asientos, Aguascalientes. La pareja procreó 5 hijos:
- Manuel Escobedo Martínez (nacido en Galeana, N.L., el 14 de octubre de 1853).
- José Mariano Gregorio Escobedo Martínez (nacido en 1858).
- María Guadalupe Isabel Escobedo Martínez (nacida en Galeana, N.L., el 4 de noviembre de 1859).
- Francisco Antonio Escobedo Martínez (nacido en Galeana, N.L., el 7 de diciembre de 1860).
- María Escobedo Martínez (nacida en San Luis Potosí, San Luis Potosí, en 1867).

## Revolución de Ayutla
Al término de la guerra y la derrota mexicana, Mariano Escobedo se retira a la vida privada desilusionado, decepcionado, frustrado y molesto por la decisión final, sin embargo, en 1854 surge en el poblado de Ayutla, Guerrero, una rebelión que tuvo una repercusión notable en Nuevo León: el movimiento de la Revolución de Ayutla que tenía como fin frenar los abusos y arbitrariedades del gobierno santannista, principalmente, pues además denunciaba la corrupción del clero y del ejército.
Con el estallido de la rebelión Mariano Escobedo vuelve a la milicia en 1854 apoyando el Plan de Ayutla, luchando en San Luis Potosí, Zacatecas y Nuevo León Durante la toma de Saltillo, se une a las fuerzas del Gral. Santiago Vidaurri donde también participa en la conspiración liberal para derrocar a Antonio López de Santa Anna. El general Santiago Vidaurri, que ocupaba la Secretaría de Gobierno, decidió salir de la ciudad de Monterrey a Lampazos donde fue apoyado por el general Juan Zuazua y juntos iniciaron el movimiento contra Santa Anna el 11 de mayo de 1855 siendo Monterrey la primera ciudad que se opuso abiertamente al gobierno santannista.
Durante la revolución de Ayutla, Mariano Escobedo organiza en su Galeana natal una compañía, poniéndose al frente de la misma con el grado de capitán. Después incorpora a la compañía en las fuerzas de Vidaurri y combate en el sur de Nuevo León, donde junto con José Silvestre Aramberri, derrotó al general Francisco Güitián, lo que hizo que este se replegara a Saltillo.
Más tarde, al lado del general Juan Zuazua, combatió a Parrodi. En Coahuila se une al general Valentín Cruz. Terminada la revolución de Ayutla, vuelve a retirarse a la vida privada en Galeana, donde sigue prestando sus servicios al Estado mexicano como jefe de los grupos que combatían a los indígenas sublevados de la región, que de vez en cuando asaltaban haciendas y rancherías.

## Guerra de Reforma
Mariano Escobedo vuelve al servicio activo en el Ejército Mexicano, durante la guerra de los Tres Años, también conocida como la guerra de Reforma que transcurrió de 1858 a 1860, después de haber ayudado a Vidaurri en varias de sus campañas militares, donde fue partícipe de numerosas batallas. Siendo ya Coronel luchó en las dos expediciones que salieron de Monterrey para apoyar las campañas de Jalisco y Guanajuato donde estuvo en contra de la deserción de Vidaurri. En Carretas, Zacatecas, Lagos y otros lugares se forjó la fama de Mariano Escobedo.
En San Jacinto combatió al general Miguel Miramón, quien iba en auxilio de los soldados reaccionarios del estado de Jalisco. El brillante comportamiento en esa acción de Mariano Escobedo le valió que su nombre fuera citado en la orden del día. Después atacó la Ciudad de México al frente de sus soldados, ocupando con facilidad la garita de San Cosme y llegando hasta San Fernando. Regresó sus tropas a Guadalajara en auxilio del general Santos Degollado, rechazando a los conservadores en Juanacatlán y, siendo derrotado a los pocos días por un contraataque conservador. Poco después reorganizó sus fuerzas y volvió a emprender la campaña en el centro de la República.
Fue derrotado entonces en Irapuato por el general Adrián Woll. Decidió entonces regresar a la frontera mexicana, y al distanciarse de Santiago Vidaurri se fue a Galeana para dedicarse de nuevo a la vida privada, aunque pronto decidió reanudar sus actividades militares, poniéndose al lado de los diputados de Nuevo León que fueron a instalarse en aquel municipio cuando entraron en pugna con don Santiago Vidaurri; y al vencer éste en aquella lucha local, Escobedo se fue al interior, siendo nombrado comandante del Distrito de Catorce. En Río Verde cayó prisionero del general Tomás Mejía, sin embargo logró fugarse, envuelto en un petate y a lomos de un burro y se presentó de nuevo al gobierno liberal de México, siendo destinado a la campaña oaxaqueña, donde siguió luchando contra los conservadores.

## Segunda Intervención Francesa
Durante la Segunda Intervención Francesa en México (Segundo conflicto internacional sostenido entre México y Francia, después de la Primera Intervención Francesa en México y conocida como la Guerra de los Pasteles) participó en el combate de Acultzingo en 1862. Por su actuación en la batalla de Puebla el cinco de mayo de 1862 ascendió a General Brigadier; participó en el Sitio de Puebla de 1863 a las órdenes de Jesús González Ortega, y al caer la plaza, cayó prisionero junto con otros oficiales, logrando fugarse en Orizaba; robó unos caballos gracias a los cuales pudo llegar a la Ciudad de México en 48 horas. Ante el avance francés sobre la capital, Escobedo huyó a Querétaro y después a San Luis Potosí, pero al no encontrar fuerzas a las cuales unirse, se alistó en el Ejército de Oriente a las órdenes de Porfirio Díaz en Oaxaca, donde peleó en varios combates, demostrando su capacidad y don de mando.

## Travesía de México a los Estados Unidos
En el sitio de Oaxaca, tras varios días de combate, Díaz envió a Escobedo a buscar a Juárez, quien huía de las fuerzas imperiales hacia el norte del país, para pedirle ayuda, pues no podría resistir más tiempo. En septiembre de 1864, Escobedo emprendió su camino, solo y sin escoltas, hacia el Istmo de Tehuantepec, evadiendo las fuerzas francesas, pero al no poder continuar su camino, emprendió el viaje hacia el norte nuevamente, dirigiéndose a San Juan Bautista, hoy Villahermosa, Tabasco, donde se enteró de la caída de la ciudad de Monterrey.
Ante esto, decidiría disfrazarse para engañar a los franceses y tomar un barco de carbón, con una identidad falsa hacia Nueva York. Una vez ahí, tuvo la dificultad de comunicarse con los estadounidenses, pues ignoraba el idioma, pero con la colaboración de unos paisanos que residían allí, logró llegar a Washington, donde se entrevistó con el embajador mexicano Matías Romero para pedirle ayuda al presidente Juárez y por lo tanto seguir la resistencia en Oaxaca, a lo que Romero le respondió que Oaxaca había caído y que su causa estaba perdida.
Decidido a continuar la batalla contra el Imperio, Escobedo escribió a Juárez, quien se encontraba en Chihuahua, pidiéndole iniciar la resistencia en los estados de Coahuila, Nuevo León y Tamaulipas. Atravesando los Estados Unidos, y en medio de la guerra civil estadounidense, consiguió llegar a Nueva Orleans, luego a Brazos, y después a Brownsville, en medio de las filas confederadas. Arribó a Davis, Texas, en donde el 13 de enero de 1865, se reunió con los coroneles republicanos Francisco Naranjo y Nicolás Gorostieta. Los tres reunieron 26 hombres, con los cuales atacaron Laredo, además de que, por lo reducido de la fuerza que comandaban, se habían rebajado de grado: Escobedo pasó de ser general a capitán, y Naranjo y Gorostieta se rebajaron a sargentos. 

## Sitio de Querétaro
Sin embargo, para 1866, las fuerzas de Escobedo ya controlaban los estados del noreste de México, forzando a las tropas imperialistas a retirarse. A fines del mismo año, Escobedo y el Ejército Republicano avanzarían al centro del país. Así recibiría el mando de éste a la vista de la ciudad de Santiago de Querétaro en marzo de 1867, lugar donde cercaría al ejército imperialista de Maximiliano I de México y tomaría la plaza el 15 de mayo de 1867, en el enfrentamiento definitivo llamado Sitio de Querétaro. El Emperador se rendiría personalmente ante el General Mariano Escobedo, significando el fin del Segundo Imperio Mexicano. 

## Actividad en la República restaurada
Fue jefe de operaciones del Ejército Republicano durante el gobierno de Benito Juárez y, gobernador de Nuevo León y San Luis Potosí. Durante su período como gobernador de San Luis Potosí, realizó obras para mejorar las vías de comunicación y dio impulso a las actividades comerciales de la zona. También fue presidente de la Suprema Corte de Justicia Militar y diputado.
Desempeñó el cargo de ministro de Guerra y Marina en el gobierno de Lerdo de Tejada; en esta época derrotó a Porfirio Díaz en la rebelión de Tuxtepec, denominándolo "El Llorón de Icamole". Sin embargo, Díaz lo vencería definitivamente en noviembre de 1876. 
Asimismo, sería escolta del presidente Lerdo de Tejada en el puerto de Acapulco. En 1878, nuevamente buscaría levantarse en armas contra Porfirio Díaz, pero sería indultado.

## Fallecimiento
El general Mariano Escobedo falleció el 22 de mayo de 1902 en la Ciudad de México, y lo sepultaron en el Panteón Francés de la Piedad. La Cámara de Diputados suspendió labores para tributarle honores, encabezados por el presidente de la República, el general Porfirio Díaz. Fue sepultado en la Rotonda de las Personas Ilustres.

## Honores
En su honor, el municipio de Mariano Escobedo, Veracruz, lleva su nombre. El aeropuerto de la ciudad de Monterrey, capital del Estado de Nuevo León, tiene su nombre. La antigua villa del Topo de los Ayala en Nuevo León se convirtió en lo que es hoy el municipio de General Escobedo.
En el estado de San Luis Potosí, el municipio de Tanquián de Escobedo, se denominó de este modo, después que en 1870, siendo gobernador del estado, le otorgara la municipalidad a esta comarca huasteca, donde dormiría una noche en su regreso a la capital después de apaciguar y expulsar a unos franceses del pueblo de San Martín Chalchicuautla.